# Бела-Црква
Бела-Црква (серб. Бела Црква) — город в Сербии, в автономном крае Воеводина, в Южно-Банатском округе, центр общины Бела-Црква.

## История
Город Бела-Црква основан в 1717 году. Его основание приписывают графу Мерсию, первому управляющему Баната, после изгнания турок. По приказу графа началась колонизация этих мест. Со временем город стал культурным, хозяйственным и политическим центром района. Здесь стало развиваться виноградарство и росло производство вина, ракии, ликёров, коньяка, которые вывозили во многие страны Европы. По сообщению Карла Маркса, в годы Венгерской войны 1849 года здесь (в Вайскирхене) происходили столкновения между сербами и немцами. В 1876 году в городе уже было также пять шёлковых фабрик, успешно работали фабрики по производству кирпича, черепицы, кожи и другие предприятия. Развивалось цветоводство.
В начале 1920-х гг. Бела-Црква была многонациональным городом. Преобладало немецкое население (более 5000 человек), жили также сербы (около 3000), румыны (около 700), венгры (около 300). В начале 1920-х гг. население пополнилось за счет русских эмигрантов, которые составили третью по численности после немцев и сербов колонию - около 2000 человек. Соответственно в городском обиходе бытовало несколько названий города: немецкое (Вайскирхен), сербское (Бела-Црква), русское (Белая Церковь), румынское (Бизерица Альба), венгерское (Фехертемплом).
Начиная с октября 1922 г. в городе базировался Крымский кадетский корпус, с октября 1929 г. - Первый Русский кадетский корпус. До апреля 1942 г. он занимал здание на окраине города, затем был выселен из него нацистскими оккупантами и переехал в здание Донского Мариинского института, где функционировал до октября 1944 г. С 2010 г. одна из площадей города носит название площадь Русских Кадет. В мае 2014 г. в здании бывшего кадетского корпуса впервые за 70 лет прошла кадетская церемония - освящение и передача белорусской делегации знамени Полоцкого кадетского корпуса.

## География
Город расположен вблизи границы с Румынией, на равнине Белацркванской котловины, ограниченной с севера Вршацкими горами и с востока Карпатами. В районе города протекает река Нера, которая чуть южнее впадает в Дунай.
Город расположен в умеренно континентальном климате, который характеризуется продолжительным и тёплым летом, иногда холодной и снежной зимой, короткой весной и тёплой осенью. Особую специфичность климату этого края придаёт восточный ветер кошава — сильный и сухой ветер, который дует до трёх недель подряд с юго-востока на северо-запад. Кроме кошавы достаточно часто также дуют северац (холодный ветер, обычно зимой) и северо-западные ветры, которые приносят дожди.
В округе Бела-Цркви расположены шесть искусственных озёр различной величины и глубины, образовавшихся в результате добычи гравия. В самом городе расположено Городское озеро, на котором сооружён пляж, ресторан, бунгала.

## Население
Численность населения 10 675 чел. (перепись 2002).
Этнический состав населения города сложный. Большинство населения составляют сербы (77 %). Проживают также чехи (5 %), югословены (3 %), цыгане (2 %), румыны (2 %), венгры (2 %), черногорцы (1 %), македонцы (1 %), хорваты (1 %) и другие.
Численность совершеннолетних в городе — 8 500 чел, средний возраст населения — 39,1 года (мужчины — 36,9, женщины — 41,0). В городе имеется 3899 домохозяйства, среднее число человек в которых — 2,71.